# Isaak Iselin
Isaak Iselin (ur. 7 marca 1728 w Bazylei, zm. 15 lipca 1782 tamże) – szwajcarski filozof historii i polityki doby Oświecenia, 
członek zagraniczny Akademii Stanisława w Nancy od 1755 roku.
Studiował prawo i filozofię na Uniwersytecie w Bazylei a potem w Getyndze. W 1755 obronił rozprawę doktorską. Pracował w administracji szwajcarskiej oraz działał politycznie. Opowiadał się za kodyfikacją prawa, reformą szkolnictwa i rozwojem gospodarki narodowej. Wyróżniał się szerokimi zainteresowaniami (w tym fizjokratyzmem i znajomościami naukowymi. Korespondował z takimi intelektualistami epoki oświecenia, jak: Moses Mendelssohn, Friedrich Nicolai, Johann Caspar Lavater, Friedrich Eberhard von Rochow. Zasłużył się na polu pedagogiki. Wspierał działania pedagogiczne Basedowa oraz Pestalozziego. Ułatwił Schlettweinowi kontakt z francuskimi fizjokratami: de Nemoursem oraz Trosne. W roku 1752 przebywał w Paryżu, gdzie poznał Buffona oraz Rousseau. Był współzałożycielem „Helvetische Gesellschaft”, które jest uznawane za jedno z pierwszych szwajcarskich stowarzyszeń, mających na celu rozwój patriotyzmu i krzewienie reform społecznych.